# إسماعيل بن عياش
إسماعيل بن عياش أحد رواة الحديث النبوي. هو أبو عتبة إسماعيل بن عياش بن سليم الحمصي العنسي، محدث الشام ولد سنة 108 هـ، قال عنه عبد الله بن أحمد بن حنبل: قال أبي لداود بن عمرو وأنا أسمع يا أبا سليمان كان إسماعيل بن عياش يحدثكم هذه الأحاديث حفظا قال نعم ما رأيت معه كتابا قط فقال لقد كان حافظا كم كان يحفظ قال شيئا كثيرا قال له كان يحفظ عشرة آلاف قال عشرة آلاف وعشرة آلاف وعشرة آلاف قال أبي هذا كان مثل وكيع، توفي سنة 181 هـ.

## روايته للحديث
- روى الحديث عن شرحبيل بن مسلم الخولاني ومحمد بن زياد الألهاني وعبد الله بن دينار البهراني وعبد الرحمن بن جبير بن نفير وضمضم بن زرعة وتميم بن عطية العنسي وأسيد بن عبد الرحمن الخثعمي ،
- وروى عنه ابن إسحاق وسفيان الثوري والأعمش والليث بن سعد وأبيض بن الأغر وموسى بن أعين.[2]